# Аль-Барашди, Рашид
Рашид Мухаммед аль-Барашди (араб. راشد محمد البراشدي‎; род. 17 января 1999, Катар) — катарский футболист, полузащитник клуба «Катар СК».

## Клубная карьера
Является воспитанником «Катар СК», в основной команде которого выступает с 2018 года. Первую игру в Старс-лиге аль-Барашди провёл 27 сентября с «Аль-Саддом». Полузащитник вышел на поле в стартовом составе и на 38-й минуте при счёте 0:3 был заменён на Хуссейна Али. В общей сложности в сезоне Рашид принял участие в шести матчах чемпионата и двух играх кубка.

## Клубная статистика
| Выступление      | Выступление      | Выступление      | Лига | Лига | Кубки | Кубки | Конт.кубки | Конт.кубки | Итого | Итого |
| Клуб             | Лига             | Сезон            | Игры | Голы | Игры  | Голы  | Игры       | Голы       | Игры  | Голы  |
| ---------------- | ---------------- | ---------------- | ---- | ---- | ----- | ----- | ---------- | ---------- | ----- | ----- |
| Катар СК         | Старс-лига       | 2018/19          | 6    | 0    | 2     | 0     | —          | —          | 8     | 0     |
| Катар СК         | Старс-лига       | 2019/20          | 0    | 0    | 2     | 0     | —          | —          | 2     | 0     |
| Катар СК         | Итого            | Итого            | 6    | 0    | 4     | 0     | 0          | 0          | 10    | 0     |
| Всего за карьеру | Всего за карьеру | Всего за карьеру | 6    | 0    | 4     | 0     | 0          | 0          | 10    | 0     |